# Mohamed Le Suédois
Vous pouvez aider à l'améliorer ou bien discuter des problèmes sur sa page de discussion.
- Il ne cite pas suffisamment ses sources. Vous pouvez indiquer les passages à sourcer avec {{référence nécessaire}} ou {{Référence souhaitée}}, et inclure les références utiles en les liant aux notes de bas de page. (Marqué depuis octobre 2022)
- Son texte doit être wikifié : il ne correspond pas à la mise en forme Wikipédia (style, typographie, liens internes, liens entre les wikis, etc.). (Marqué depuis octobre 2022)
- Il est orphelin : moins de trois articles lui sont liés. Aidez à ajouter des liens en plaçant le code [[Mohamed Le Suédois]] dans les articles relatifs au sujet. (Marqué depuis octobre 2022)

- Archive Wikiwix
- Bing
- Cairn
- DuckDuckGo
- E. Universalis
- Gallica
- Google
- G. Books
- G. News
- G. Scholar
- Persée
- Qwant
- (zh) Baidu
- (ru) Yandex
- (wd) trouver des œuvres sur Wikidata

Mohamed Medjeroub dit Mohamed Le Suédois, né le 1er décembre 1986 à Marseille, est un humoriste et comédien.

## Biographie

### Jeunesse
Mohamed le Suédois est né le 1er décembre 1986 à Marseille, de parents d'origine algérienne : son père est algérois et sa mère kabyle.
Son surnom vient d'un voyage fortuit en Suède.
Il grandit dans une HLM des quartiers de la Rose à Marseille.
Depuis tout petit, passionné par les sketchs d'Élie Kakou, il rêve de devenir comédien. À l’âge de 8 ans, il prend la djellaba de sa mère pour rejouer dans son quartier les sketchs de Madame Serfati. Ses professeurs disent à ses parents que leur fils « était né pour faire le con ».
Il passe un BEP comptabilité, puis il quitte Marseille pour aller au Cours Florent à Paris, de 2004 à 2006.
Au bout de trois ans, il revient à Marseille et occupe un poste de vendeur, mais il garde le rêve de devenir comédien.

### Révélation
Un jour, il a commencé à raconter plein de bêtises pendant quelques instants, une amie le filme et met la vidéo sur Facebook. Celle-ci est vue et partagée des milliers de fois. Ses vidéos Mohamed Le Suédois remonté cartonnent et sont likées des milliers de fois.
En 2011, un ami l'inscrit au concours de Patrick Bosso, le Marseille Comédie Club et gagne la finale. « Je n'en revenais pas mais aujourd'hui, je sais que rien n'est dû au hasard », commente Mohamed Le Suédois. Les rires du public et l'interaction avec celui-ci le font vibrer : c'est ce dont il a toujours rêvé ! De là, l'aventure a vraiment commencé pour lui et il ne s'est plus jamais arrêtée.
En 2013, il remporte haut la main la 9e édition du trophée du rire Ticky-Holgado à Marseille.
Grâce au soutien de ses parents, il réussit à surmonter son trac : il les appelle avant chaque représentation.

### Parcours

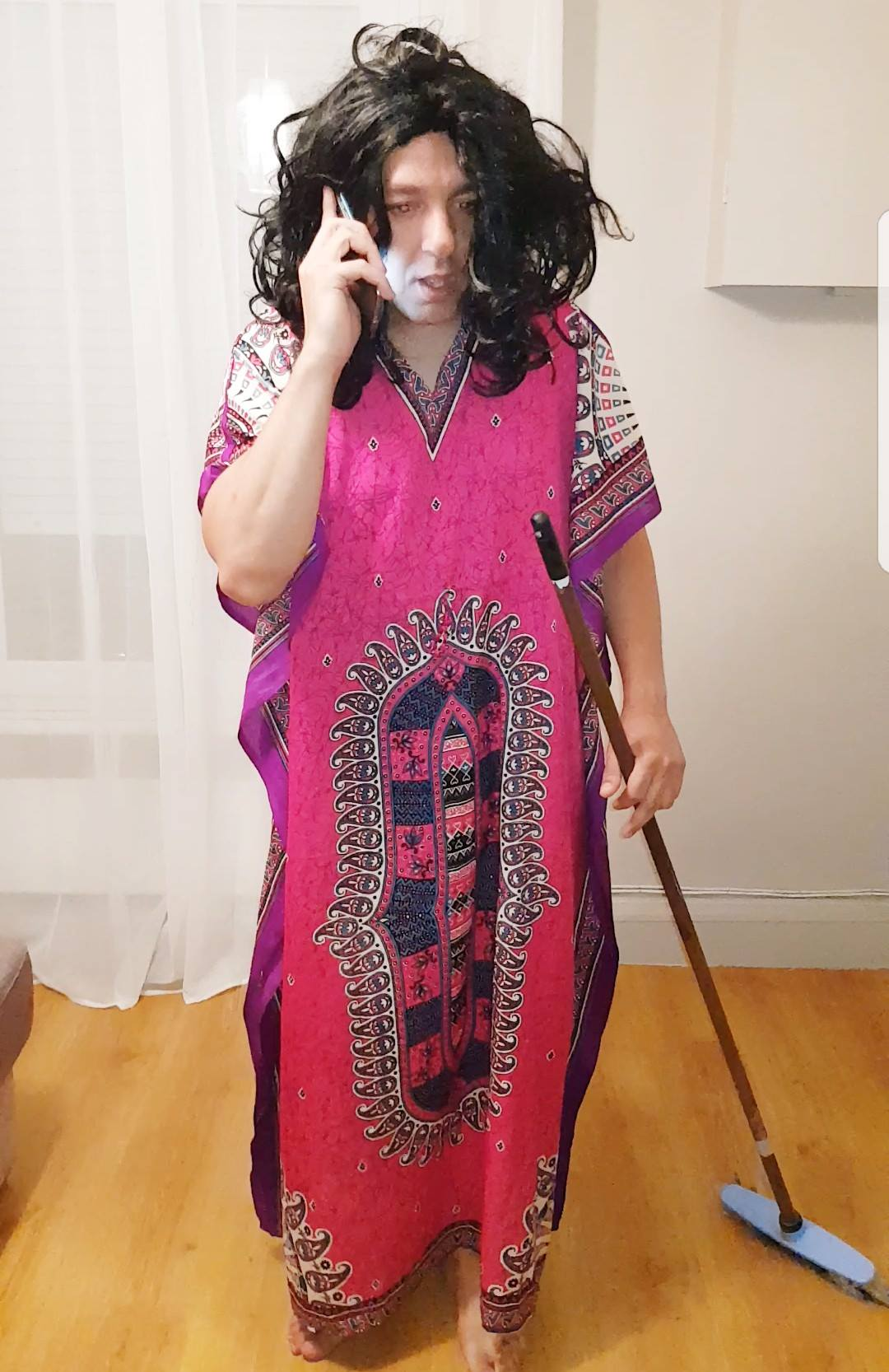
Samia, une famille de ouf

En 2014, il fait une apparition dans le clip d'Algerino feat DJ Kayz "Grosse garde-robe".
Il fait carton plein avec ses one-man-show Mohamed Le Suédois se fout du monde de 2015 à 2019 au théâtre du Gymnase Marie-Bell, au Zenith, à l'Apollo Théâtre de Paris pendant 2 ans, mais aussi au théâtre Le République de Paris pendant 6 mois à guichet fermé
Son spectacle Mohamed Le Suédois se fout du monde à l'Olympia le 14 avril 2018 s'est joué aussi à guichet fermé.
Il a également fait son one-man show à La Comédie de Montréal en 2017 et 2018 , en Suisse  mais aussi au Festival d'Algérie.
Mohamed Le Suédois écrit lui-même ses spectacles en s'inspirant de sa vie et de ses proches,.
Ses sketchs s'inspirent de sa vie quotidienne, il traite de divers sujets de société : les radins, les menteurs, les hypocrites, les belles-mères envahissantes, les gens qui s'inventent une vie sur internet.
Grâce à sa web-série dans laquelle il interprète lui-même chacun des personnages, Une famille de Ouf 1 et Une famille de ouf 2, qui raconte que chez les arabes, une fille qui passe la trentaine et qui ne s'est pas mariée, c'est suspect, il rencontre le succès. Elle relate la vie quotidienne de Samia 36 ans et célibataire au grand dam de sa mère Khadija.